# Eudactylina indivisa
Eudactylina indivisa is een eenoogkreeftjessoort uit de familie van de Eudactylinidae. De wetenschappelijke naam van de soort is voor het eerst geldig gepubliceerd in 1991 door Castro-Romero & Baeza-Kuroki.